# Stefan Rehn

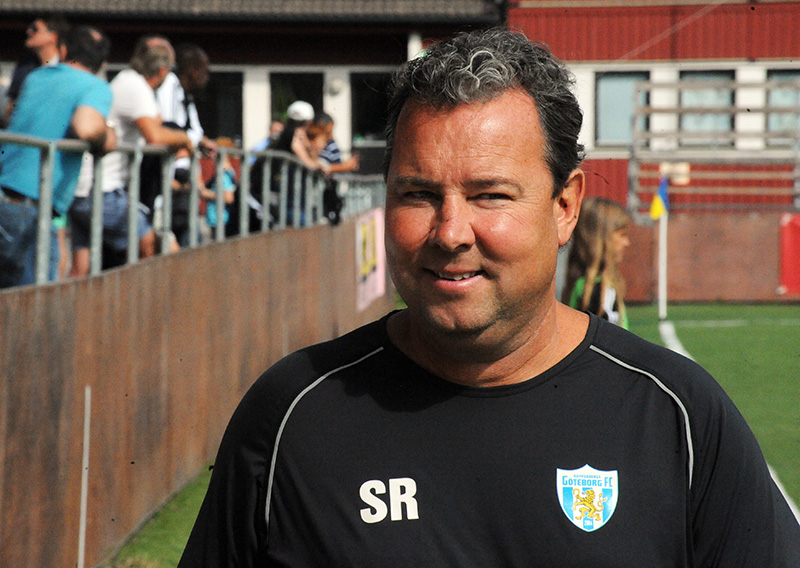
Stefan Rehn (2014)

Stefan Rehn (* 22. September 1966 in Stockholm) ist ein ehemaliger schwedischer Fußballspieler, der mittlerweile als -trainer tätig ist. In beiden Funktionen gewann er mehrfach Meistertitel und Landespokale.

## Werdegang

### Spielerkarriere
Rehn spielte in der Jugend bei Sundbybergs IK. 1984 unterschrieb er bei Djurgårdens IF seinen ersten Profivertrag. Bis 1989 war er für den Klub in der Allsvenskan aktiv, ehe er für eine Spielzeit zum FC Everton in die First Division wechselte. 1990 kehrte er nach Schweden zurück und ging zu IFK Göteborg. Bis 1995 holte er fünf Meistertitel und einmal den Svenska Cupen mit dem Klub. 1995 ging er erneut ins Ausland, dieses Mal zu Lausanne-Sports in die Schweiz. Mit dem Klub wurde er zweimal Pokalsieger. 2000 kehrte er wiederum nach Schweden und zu seiner ersten Profistation zurück. Mit Djurgårdens IF konnte er 2002 das Double aus Meisterschaft und Pokalsieg feiern. Mit diesen Erfolgen beendete er seine aktive Laufbahn.
Rehn lief 45 Mal für Schweden auf. Er nahm an der Europameisterschaft 1992 im eigenen Land und der Weltmeisterschaft 1994 teil, wo jeweils das Halbfinale erreicht wurde.

### Trainerkarriere
Rehn übernahm 2003 das Traineramt bei Djurgårdens IF. Auch hier war er erfolgreich und konnte jeweils zwei Meisterschaften und Pokalsiege erringen. Seit 2007 war er zusammen mit Jonas Olsson Trainer bei IFK Göteborg, mit dem er an die Erfolge anknüpfen konnte. Neben einer Meisterschaft 2007 gelang 2008 der Triumph im Pokal. Für das Jahresende 2011 kündigte er seinen Abschied vom Traditionsverein an, da er den mehrfachen Frauen-Meister Jitex Mölndal BK in der Damallsvenskan übernahm. Nach zwei Spielzeiten zog er innerhalb der Liga zum Kopparbergs/Göteborg FC weiter, bei dem er Torbjörn Nilsson als Cheftrainer beerbte und einen Drei-Jahres-Vertrag unterzeichnete. Dort verlängerte er im Herbst 2016 seinen Vertrag. Nach einem enttäuschenden achten Tabellenplatz am Ende der Spielzeit 2017 trennten sich die Wege jedoch nur knapp ein Jahr später.
Im Frühjahr 2018 kehrte Rehn in den Männerfußballbereich zurück und übernahm ab Mai das Traineramt bei Utsiktens BK in der Division 1. Mit dem Drittligisten belegte er am Ende der Spielzeit 2018 den achten Tabellenplatz in der Südstaffel, in der folgenden Spielzeiten verpasste er als Tabellendritter mit sieben Punkten Rückstand auf Vizemeister Landskrona BoIS die Relegationsspiele zur zweitklassigen Superettan. Im Dezember 2019 verkündete Rehn eine letztlich offenbar nur mündlich getroffene Vereinbarung zur Vertragsverlängerung um zwei weitere Spielzeiten, Ende Januar 2020 trennten sich jedoch die Wege.

## Erfolge

### Spieler
- Schwedischer Meister: 1990, 1991, 1993, 1994, 1995, 2002
- Schwedischer Pokalsieger: 1990/91, 2002
- Schweizer Pokalsieger: 1997/98, 1998/99

### Trainer
- Schwedischer Meister: 2003, 2005, 2007
- Schwedischer Pokalsieger: 2004, 2005, 2008